# Ptilogyna (Plusiomyia) mackerrasi
Ptilogyna (Plusiomyia) mackerrasi is een tweevleugelige uit de familie langpootmuggen (Tipulidae). De soort komt voor in het Australaziatisch gebied.